# Fortezza di Belvoir
La Fortezza di Belvoir è un castello fortificato risalente alle crociate, sito in Israele. Gilbert d'Aissailly, Gran Maestro dell'Ordine cavalleresco degli Ospitalieri ne iniziò la costruzione nel 1168.

## Storia

### Periodi romano e bizantino
Il nome ebraico, Kochav Hayarden, che significa "Stella del Giordano", conserva il nome di Kochava, un villaggio ebraico che esisteva nelle vicinanze durante il periodo romano e bizantino. Nella chiesa crociata c'è una pietra di basalto riproposta che reca un'iscrizione di donazione in aramaico utilizzando la scrittura ebraica. Originariamente adornava l'architrave di una sinagoga.

### Periodo crociato
I Cavalieri Ospitalieri acquistarono il sito da Velos, un nobile francese, nel 1168. Situato a 500 m sopra la valle del Giordano, l'altopiano si trovava lungo la rotta che da Galaad giungeva fino al Regno di Gerusalemme e un vicino guado del fiume. A nord si estende il mare di Galilea e ad ovest ci sono colline. Il sito del castello di Belvoir dominava l'area circostante e nelle parole dello storico Abū Shāma al-Maqdisī (1203-1267) il castello è "posto tra le stelle come il nido di un'aquila e la dimora della luna".
Non appena gli Ospitalieri acquistarono la terra, iniziarono la costruzione del castello. Mentre Gilbert di Assailly era Gran Maestro dell'Ordine, questo guadagnò circa tredici nuovi castelli, tra i quali Belvoir era il più importante. La fortezza di Belvoir fu il principale ostacolo per i guerrieri di Saladino, che voleva abbattere il regno crociato di Gerusalemme. Un attacco delle forze musulmane nel 1180 non sortì alcun effetto positivo per  gli attaccanti. Durante la campagna del 1182, la battaglia del castello di Belvoir fu combattuta nelle vicinanze tra il re Baldovino IV di Gerusalemme e Saladino.
Dopo la vittoria dei musulmani sui crociati nella battaglia di Hattin, Belvoir fu assediata. L'assedio durò un anno e mezzo e le mura del castello resistettero anche agli scavi tra le loro fondamenta, ma a un certo punto ai difensori non rimase che arrendersi il 5 gennaio 1189 facendosi concedere una ritirata verso Tiro. Un governatore arabo lo occupò fino al 1219, quando il governatore Ayyubide di Damasco se ne sdegnò. Nel 1241 Belvoir fu ceduto ai Franchi, che lo controllarono fino al 1263. Nei tempi moderni divenne un villaggio arabo, chiamato col suo antico soprannome di Kawkab al-Hawa, i cui abitanti fuggirono durante la guerra civile del 1947-48, dopo un attacco armato delle forze dell'Yishuv. Gli edifici arabi sul sito furono demoliti dalle autorità israeliane tra il 1963 e il 1968. Commentando la ristrutturazione dei resti dei crociati, Meron Benvenisti considera questa rimozione nel sito di Belvoir come uno dei migliori esempi di "sradicamento di tutte le tracce di un'intera civiltà dal paesaggio" in Israele.

## Descrizione

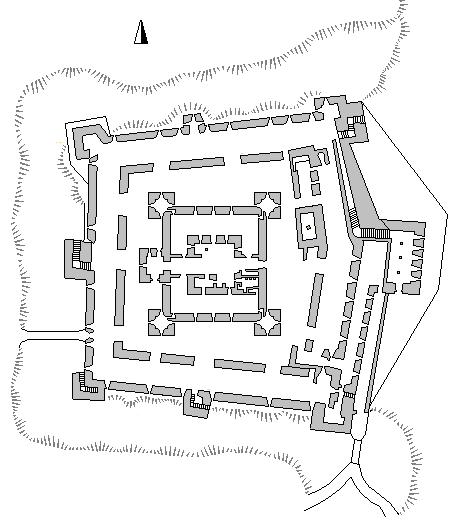
Pianta del castello

Dopo la seconda guerra mondiale, lo studio dei castelli crociati ebbe una pausa. La Siria, ad esempio, dichiarò la propria indipendenza nel 1946 e aveva pochi fondi da spendere per l'archeologia. In Israele, lo studio dei castelli crociati si sviluppò sotto Joshua Prawer, la cui scoperta più significativa venne fatta a Belvoir. Tra il 1963 e il 1968 il Dipartimento per le Antichità di Israele ha effettuato scavi nel castello. Prima delle indagini, si era ipotizzato che Belvoir fosse un semplice castello, con una sola cinta di mura, ma gli scavi negli anni '60 hanno dimostrato la complessa natura della prima architettura militare nel Regno di Gerusalemme. Il progetto di Belvoir presentava somiglianze con quello di un castrum romano: la cinta interna era rettangolare con torri agli angoli e grande corpo di guardia al centro del muro occidentale.
Belvoir è un primo esempio del piano concentrico del castello, che sarà ampiamente usato successivamente anche dai crociati. Il castello era altamente simmetrico, con un muro esterno rettangolare, di dimensioni 110x110 m rinforzato con torri quadrate agli angoli e su ciascun lato, che circondava un recinto interno quadrato 50x50 m con quattro torri angolari e una sul lato di ovest. Le mura durante l'assedio resistettero al crollo anche dopo gli scavi nelle loro fondamenta, grazie a dei rinforzi in ferro, e a questo si aggiungevano le posizioni degli ingressi per le due mura, situati in direzioni opposte per contrastare il nemico. Secondo lo storico H. J. A. Sire, il principio del design concentrico usato a Belvoir "doveva influenzare il disegno del castello per i secoli successivi". Le volte sul lato interno di entrambe le pareti favorivano l'immagazzinamento e la protezione durante gli assedi. Il castello era circondato da un fossato largo 20 m e profondo 12 m.